# Halacaridae
Halacaridae es una familia de ácaros que se encuentran en hábitats marinos, salobres y de agua dulce de todo el mundo. Incluye más de 1100 especies descritas pertenecientes a 64 géneros.

## Géneros
- Acanthohalacarus Bartsch, 2001
- Acanthopalpus Makarova, 1978
- Acarochelopodia Angelier, 1954
- Acaromantis Trouessart & Neumann, 1893
- Acarothrix Bartsch, 1990
- Actacarus Schulz, 1937
- Agaue Lohmann, 1889
- Agauides Bartsch, 1988
- Agauopsis Viets, 1927
- Anomalohalacarus Newell, 1949
- Arhodeoporus Newell, 1947
- Astacopsiphagus Viets, 1931
- Bathyhalacarus Sokolov & Jankovskaja, 1968
- Bradyagaue Newell, 1971
- Camactognathus Newell, 1984
- Coloboceras Trouessart, 1889
- Colobocerasides Viets, 1950
- Copidognathides Bartsch, 1976
- Copidognathus Trouessart, 1888
- Corallihalacarus Otto, 1999
- Enterohalacarus Viets, 1938
- Halacarellus Viets, 1927
- Halacaroides Bartsch, 1981
- Halacaropsis Bartsch, 1996
- Halacarus Gosse, 1855
- Halixodes Brucker & Trouessart, 1899
- Hamohalacarus Walter, 1931
- Himejacarus Imamura, 1957
- Isobactrus Newell, 1947
- Limnohalacarus Walter, 1917
- Lobohalacarus Viets, 1939
- Lohmannella Trouessart, 1901
- Metarhombognathus
- Mictognathus Newell, 1984
- Parasoldanellonyx Viets, 1929
- Parhalixodes Laubier, 1960
- Pelacarus Bartsch, 1986
- Peregrinacarus Bartsch, 1999
- Plegadognathus Morselli, 1981
- Porohalacarus Thor, 1922
- Porolohmannella Viets, 1933
- Rhombognathides Viets, 1927
- Rhombognathus Trouessart, 1888
- Ropohalacarus Bartsch, 1989
- Scaptognathides Monniot, 1972
- Scaptognathus Trouessart, 1889
- Simognathus Trouessart, 1889
- Soldanellonyx Walter, 1917
- Spongihalacarus Otto, 2000
- Stygohalacarus Viets, 1934
- Thalassacarus Newell, 1949
- Thalassarachna Packard, 1871
- Thalassophthirius Bartsch, 1988
- Troglohalacarus Viets, 1937
- Tropihalacarus Otto & Bartsch, 1999
- Werthella Lohmann, 1907
- Werthelloides Bartsch, 1986
- Winlundia Newell, 1984
- Xenohalacarus Otto, 2000